# シャルレーヌ (モナコ公妃)
シャルレーヌ・ド・モナコ（Charlène de Monaco, 1978年1月25日 - ）は、モナコ公国の君主アルベール2世の妃。称号は「平静平安なるモナコ公妃シャルレーヌ殿下」。
南アフリカ共和国出身で、元の名前はシャーリーン・リネット・ウィットストック（Charlene Lynette Wittstock）。競泳選手として活躍した人物でもある。

## 人物

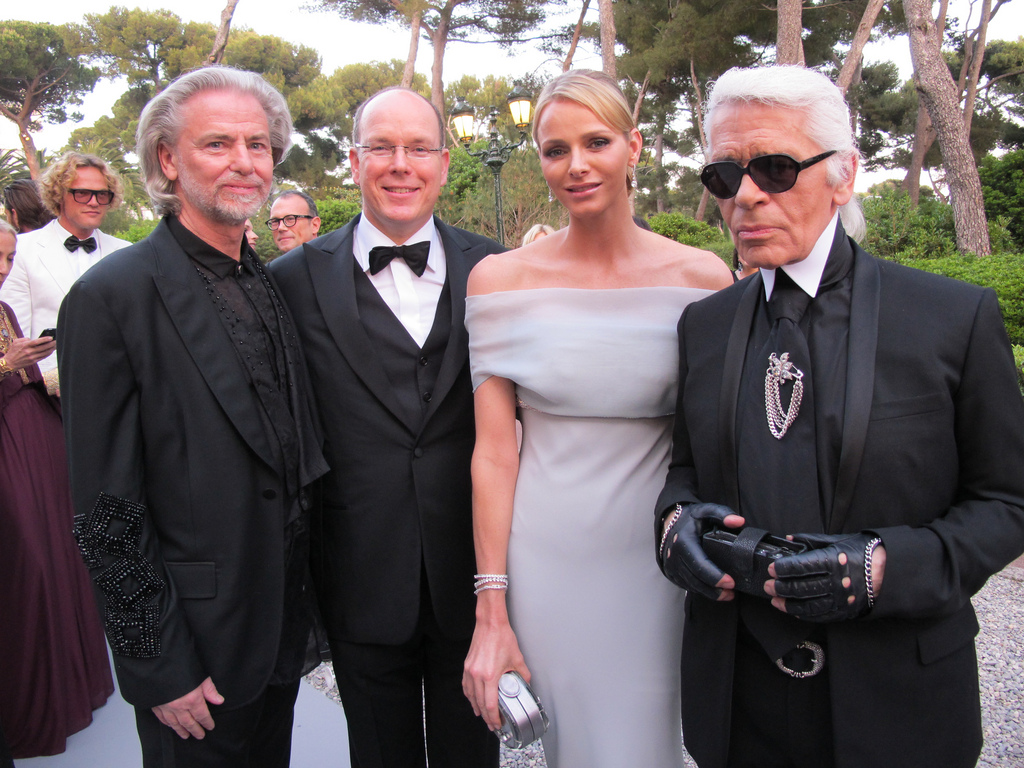
左から老舗菓子ランバーツのヘルマン・ビュールベッカー、モナコ君主のアルベール2世、シャルレーヌ妃、デザイナーのカール・ラガーフェルド。（2011年）

ドイツ系およびイギリス系移民の子孫であるマイケル・ウィットストックとその妻リネットの長女として、ブラワヨ（旧ローデシア、現在のジンバブエ）に生まれる。
12歳のときに一家で南アフリカ共和国ハウテン州に移住する。
2000年シドニーオリンピックに出場し、競泳女子4x100mメドレーリレーで5位入賞を果たした。
2011年7月1日、2006年より交際していたモナコ公国のアルベール2世公と結婚、「シャルレーヌ妃（Princesse Charlène de Monaco）」となった。
2014年12月10日、夫妻の最初の子となる男女の双子が誕生した。出生順はガブリエラ公女が先であるが、モナコ公国憲法では男子が優先相続者となる規定があることによりジャック公子が公位継承権第1位となる。